# عبد الإله شريان
عبد الإله شريان (بالإنجليزية: Abdulelah Sharyan)‏؛ مواليد 11 يناير 1986 في اليمن، هو لاعب كرة قدم يمني يلعب لنادي العروبة اليمني ومنتخب اليمن لكرة القدم كمهاجم.

## روابط خارجية
- عبد الإله شريان على موقع قاعدة بيانات كرة القدم.إي يو (الإنجليزية)
- عبد الإله شريان على موقع ناشيونال فوتبول تيمز (الإنجليزية)